# Jonction des observatoires de Greenwich et Paris
La jonction des observatoires de Greenwich et Paris (1784-1790) est la triangulation géodésique (Anglo-French Survey) effectuée dans le but de déterminer la position relative de l'Observatoire de Paris et de l'Observatoire de Greenwich. Les  opérations anglaises, exécutées par William Roy consistent en la mesure des bases de Hounslow Heath (1784) et de Romney Marsch (1787). La mesure des angles des triangles (1787-1788) et finalement le calcul de tous les triangles (1788-1790) font l'objet d'opérations simultanées par les Anglais et les Français. La jonction des observatoires de Greenwich et Paris présente une importance majeure dans la mesure où elle constitue, après l'achèvement de la triangulation nécessaire à l'établissement de la carte de Cassini et de la Méridienne de France, la première triangulation de précision britannique et marque le coup d'envoi du travail de l'Ordnance Survey qui sera fondé en 1791, un an après la mort de William Roy. Gaspard de Prony, alors affecté aux travaux du port de Dunkerque, s'était rendu en Angleterre pour assister à cette campagne de mesures. Il en a donné une traduction à son retour : 
- Description des moyens employés pour mesurer la base du Honslow-Heath dans la province de Middlesex, traduit de l'anglais du général Roy, Paris, 1787, in-4° ;
- Description des opérations faites en Angleterre pour déterminer les positions respectives des observatoires de Greenwich et de Paris, Paris, 1795, in-4°.

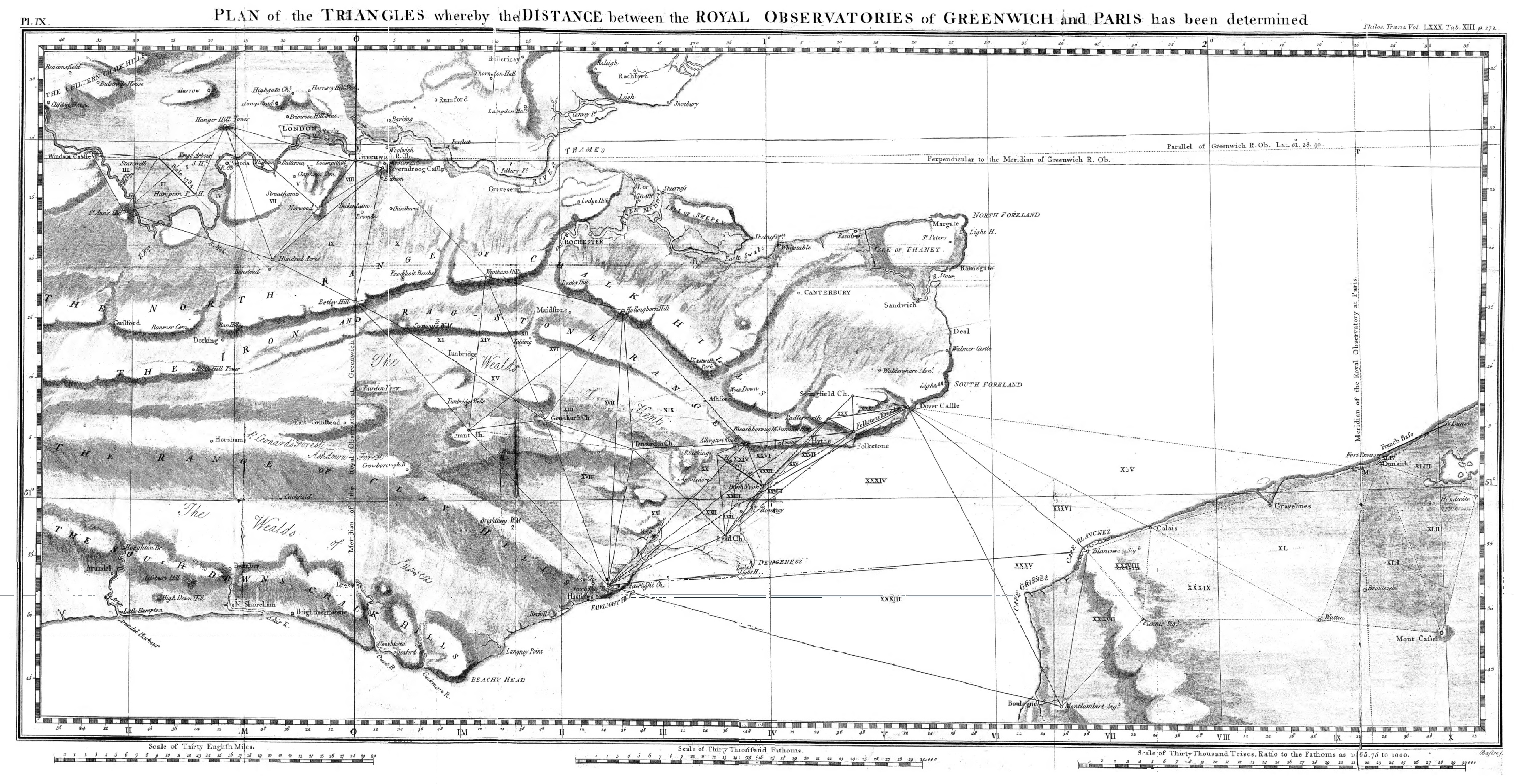
Carte du maillage de triangulation entre les observatoires de Greenwich et Paris (1790).